# Ocuituco
Ocuituco é um município do estado de Morelos, no México.